# Interleukin 33

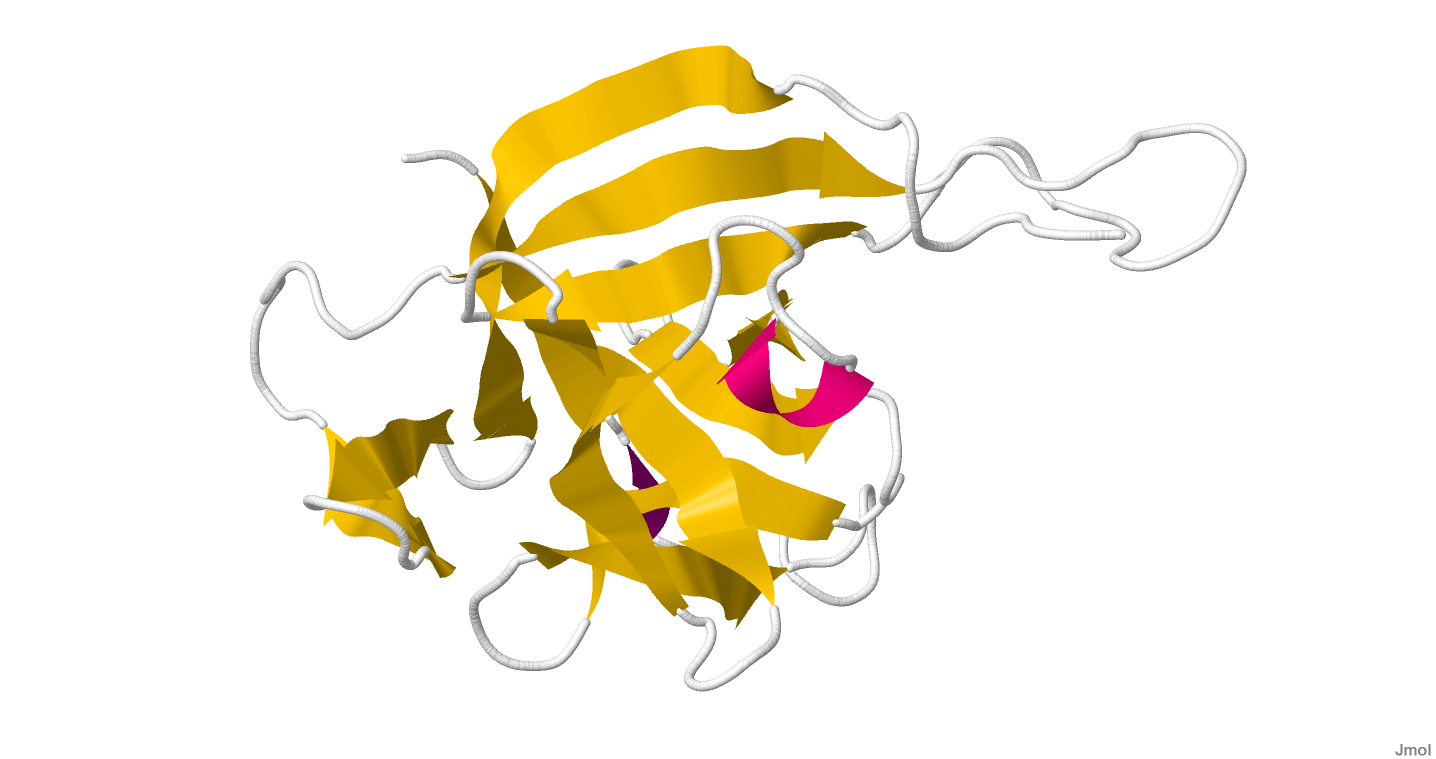
molekulová struktura

Interleukin 33 (IL-33) je protein, který je kódován v lidském těle genem IL33. Může fungovat jako klasický cytokin či jako transkripční faktor.

## Funkce
Jedná se o cytokin patřící do rodiny Interleukinu-1, kam patří například také IL-1α, IL-1β, IL-1ra, Il-18, IL-36α, IL-36β, IL-36γ, IL-36ra, IL-37 a IL-38. IL-33 je produkovaný především fibroblasty a epiteliálními a endoteliálními buňkami gastrointestinálního traktu, plic a kůže. Je ligandem pro ST2 receptor (někdy také označovaný jako IL-1RL1), který je hojně exprimován na buňkách vrozené imunity (především eozinofily, bazofily, mastocyty, makrofágy a ILC2) a na Th2 buňkách. Naopak není exprimován na Th1 a regulačních T-lymfocytech. Po jeho navázání dochází k asociaci cytoplazmatického proteinu IL-1RAcP a receptoru přes TIR doménu, k následnému navázání adaptorového proteinu MyD88 a k aktivaci MAPK kinázy, p38, ERK a NFκB. To u Th2 lymfocytů vede k produkci cytokinů IL-5 a IL-13. Navíc může pro Th2 lymfocyty sloužit jako chemoatraktant. IL-33 je často spojován s alergickými a dalšími patologickými stavy, jako například s atopickou dermatitidou, astmatem, anafylaktickým šokem či s nespecifickými střevními záněty. Naopak se zdá, že u některých chorob má IL-33 protektivní funkci, například u obezity, diabetu 2. typu či u aterosklerózy.
IL-33 slouží také jako transkripční faktor. Na konci aminokyselinové sekvence nemá signalizační peptid, který je charakteristický pro cytokiny IL-1 rodiny, a není tedy sekretovaný z buňky klasickou dráhou přes endoplazmatické retikulum a Golgiho aparát. V neaktivním stavu se IL-33 nachází v buněčném jádře, kde se váže na heterochromatin přes svůj chromatin-vázající motiv (helix-turn-helix-like motiv). Váže se na histony H2A-H2B a způsobuje jejich vyšší kompatibilitu, funguje tedy jako represor transkripce. Během nekrózy či jiného poškození buněk a tkáně je IL-33 uvolňován ve své plné délce z buněk do okolního prostředí a má prozánětlivé vlastnosti, funguje tedy jako alarmin. Při apoptóze je naopak štěpen kaspázami 3/7 a tím jsou jeho prozánětlivé vlastnosti inaktivovány.
Vně buňky je IL-33 během několika hodin inaktivován oxidací důležitých cysteinových zbytků. Dochází k vytvoření disulfidických můstků a to vede následně ke změně struktury molekuly. Tím dochází k regulaci navázání na ST2 receptor. IL-33 také slouží jako senzor některých proteáz asociovaných s různými alergeny, například s roztoči domácího prachu, pylem či bakteriemi a houbami. Pokud je vystaven proteázám, jako elastáze pocházející z neutrofilů nebo chymáze a tryptáze pocházejících z mastocytů, je jimi rozštěpen na menší fragmenty s ještě vyšší aktivitou. To indukuje produkci ILC2.
IL-33 u eozinofilů po navázání stimuluje produkci aniového superoxidu a IL-8 a má vliv na jejich degranulaci a přežití. In vitro aktivuje B1 lymfocyty a stimuluje je k produkci IgM protilátek a cytokinů IL-5 a IL-13. U mastocytů a bazofilů ovlivňuje degranulaci, maturaci, životnost a produkci některých prozánětlivých cytokinů. U makrofágů se podílí na přesmyku na M2 fenotyp.
Evolučně se IL-33 nejspíše podílel na boji proti některým parazitům, jelikož byla ve zvířecích modelech pozorována vyšší produkce IL-33/ST2 při infekci např. Leishmania major, Toxoplasma gondii nebo Trichuris muris.

## Klinický význam

### Astma
U pacientů trpících astmatem je podle závažnosti onemocnění zvýšená exprese IL-33 ve sliznici, především v bronchiálních epiteliálních a endoteliálních buňkách. U myší byla po intranasální aplikaci IL-33 pozorována indukce antigen-specifických IL-5+ T-lymfocytů, které se významně podílejí na patofyziologii nemoci. Dále došlo k hyperreaktivitě dýchacích cest, hyperplazii Gobletových buněk, eozinofilii, polarizaci makrofágů na M2 fenotyp a akumulaci IL-4, IL-5 a IL-13 v plicích. Naopak myši s defektním IL-33 vykazovaly nižší infiltraci eozinofily a lymfocyty v plicích a nižší hyperreaktivitu a zánět dýchacích cest.
Během astmatu dochází ke zvýšení produkce Th2 cytokinů, IgE a k navýšení exprese receptoru ST2. Podávání anti IL-33 snížilo u myší s navozeným astmatem antigenem produkovanou imunitní odpověď. Podobně tomu bylo i v případě ST2 deficiencích myší.

### Revmatoidní artritida
Revmatoidní artritida (RA) je systémové autoimunitní onemocnění, během kterého dochází k chronickému zánětu synoviální tkáně a k následnému poškození kostí a chrupavek. U pacientů trpících RA je zvýšená exprese IL-33 v synoviálních fibroblastech.

### Degenerativní onemocnění sítnice
Během degenerativních onemocnění sítnice dochází k navýšení angiogeneze a tím i zhoršení zraku. Buňky retinálního pigmentového epitelu mohou produkovat IL-33 a receptor ST2. Tato produkce může být navýšená v zánětlivém prostředí a zvýšená exprese IL-33 může napomoci regulovat angiogenezi.

### Zánětlivá onemocnění kůže
V postižené kůži pacientů s atopickou dermatitidou či psoriázou je více mRNA i proteinů IL-33, než v kůži zdravé. Po např. poškrábání kůže může u těchto nemocí dojít k uvolnění neštěpeného IL-33, který se pak váže na ST2 na různých kožních buňkách a skrz dendritické buňky indukuje rozvoj Th2 imunitní odpovědi. Dále může stimulovat mastocyty k uvolnění biologicky aktivní látek (např. histamin či prostaglandin E2) a může okolní buňky stimulovat k produkci IL-1 a IL-6, což může vést k rozvoji Th17 imunitní odpovědi. Také může indukovat produkci VEGF a být tak zodpovědný za angiogenezi a remodelaci kůže.
Hladiny IL-33 jsou také zvýšené u systémové sklerózy. U myší vedla podkožní injekce tohoto cytokinu k IL-13 závislé fibrotizaci kůže.

### Nespecifické střevní záněty
Pacienti s ulcerózní kolitidou mají ve střevech vyšší hladiny ST2 i IL-33, který je exprimován především epiteliálními buňkami a myofibroblasty. Léčba inhibitory TNF-alfa hladiny cirkulujícího IL-33 snižuje, zatímco hladiny ST2 zvyšuje. U Crohnovy choroby vztah k IL-33 nebyl dosud potvrzen.